# Annie Kenney
Annie Kenney (Springhead, 13 september 1879 - Hitchin, 6 juli 1953) was een Engelse suffragette en was een belangrijk leidend figuur binnen de Women's Social and Political Union.

## Biografie
Annie Kenney werd geboren in Springhead als de vierde dochter van Nelson Horatio Kenney en Anne Wood. Op tienjarige leeftijd ging ze bij een katoenfabriek werken en ging daarnaast nog naar school. Drie jaar later ging ze fulltime bij de fabriek werken als weversassistente en bleef daar de komende vijftien jaar werken. Daarnaast deed ze veel aan zelfstudie. Ze werd net zoals haar zus Jessie Kenney lid van de Women's Social and Political Union nadat ze Teresa Billington-Greig en Christabel Pankhurst had horen spreken.
In 1905 moest Annie Kenney drie dagen zitten nadat ze samen met Pankhurst een politieke bijeenkomst met Winston Churchill en Edward Grey had verstoord, waar ze zich sterk maakten voor vrouwenkiesrecht. Een jaar later volgde een nieuwe arrestatie toen Kenney samen met anderen een ontmoeting wilde met Herbert Henry Asquith. Ondanks haar herhaaldelijke arrestaties bleef Kenney op militante wijze actievoeren. Tijdens de Eerste Wereldoorlog zette zij zich samen met Pankhurst in om vrouwen aan het werk te krijgen in de oorlogsindustrie. Uiteindelijk trouwde ze met James Taylor met wie ze een zoon kreeg, ondanks dat zij en Pankhurst geliefden waren.
In 1953 overleed Kenney aan diabetes in het ziekenhuis van Hitchin. Haar as werd vervolgens uitgestrooid over de Saddleworth Moor.